# Lokon
Lokon je aktivní sopka na ostrově Celebes v indonéské provincii Severní Sulawesi. Je vysoký 1580 metrů, leží zhruba 10 kilometrů na jih od Manada a je dvojčetem menší sopky Empung vzdálené 2,2 kilometru.
K poslední erupci došlo 14. července 2011 a evakuovány kvůli ní byly tisíce lidí.
Sopka opět začala projevovat známky činnosti 10. února 2012 a  pak 19. září 2012 . K erupci došlo ráno v 8:20, ve stejný den vyslala k obloze 3km sloupec. Místní obyvatelé z okruhu 2,5 mil byli evakuováni. Další erupce se vyskytla 17. prosince 2012.

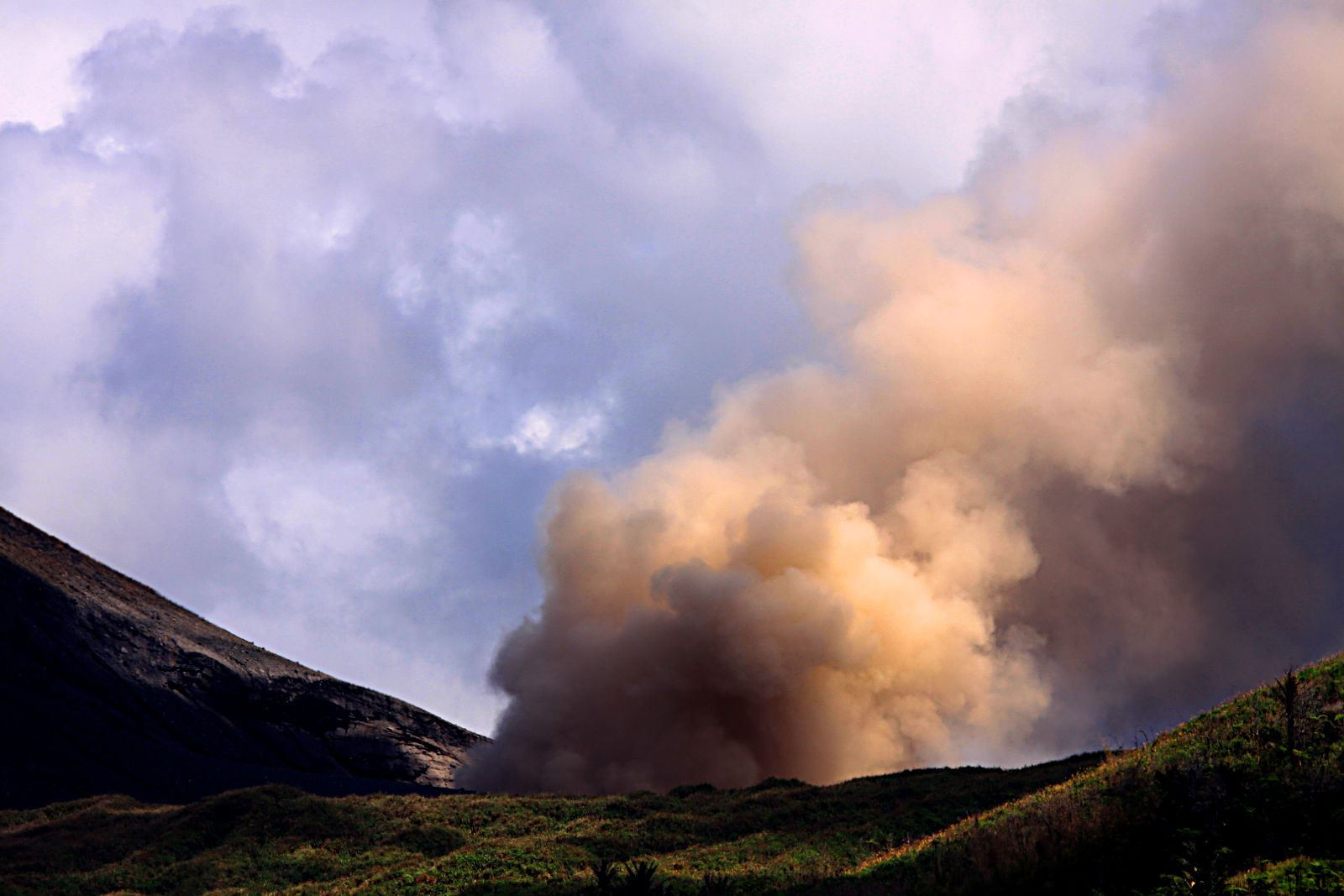
Lokon 10. července 2011